# Barbodes aurotaeniatus
Cá đông chấm (Danh pháp khoa học: Barbodes aurotaeniatus) là một loài cá thuộc họ cá chép phân bố ở lưu vực sông Mê Kông và sông Chao Phraya, chúng có thể dài lên đến 6 xentimét (2,4 in)

## Đặc điểm
Cá có thân hình thoi, dẹp bên, đầu nhỏ, dẹp bên, mõm nhọn, miệng nhỏ ở mút mõm, co duỗi được, rạch miệng xiên, gốc miệng chưa đến đường thẳng đứng qua viền trước mắt, có một đối râu hàm dài hơn đường kính mắt, mắt lớn nằm lệch về phía lưng của đầu. Thân màu nâu đến nâu xanh, lưng thẫm hơn bụng, có 4-5 chấm ở hông, ngọn các tia phân nhánh vây lưng, vây hậu môn và vây đuôi có sắc tố đen.
Vây lưng có khởi điểm sau khởi điểm vây bụng, tia đơn cuối vây lưng hóa xương và phía sau có răng cưa mịn, tia đơn cuối vây hậu môn hóa xương không hoàn toàn, phía sau trơn láng; vây bụng và vây hậu môn nhỏ, vây đuôi phân thùy sâu. Vẩy lớn vừa phải phủ khắp thân, đầu không có vẩy; đường bên hoàn toàn bắt đầu từ mép trên lỗ mang hơi cong xuống quá trục ngang giữa thân và nằm giữa cuốn đuôi. 